# Княгиня
Княгиня е аристократична титла. Дава се на жени, които по рождение са с аристократичен произход, а понякога – и за определени заслуги.
Характерна е за монархиите на славянските народи и е женският вариант на славянската дума княз.

## Български княгини
- Анна Българска, дъщеря на княз Борис I и сестра на цар Симеон I
- Княгиня Евдокия, сестра на цар Борис III и леля на цар Симеон II и княгиня Мария-Луиза
- Княгиня Надежда, сестра на цар Борис III и леля на цар Симеон II и княгиня Мария-Луиза
- Княгиня Мария-Луиза, първородна дъщеря на цар Борис III и царица Йоанна Савойска, сестра на цар Симеон II
- Княгиня Калина, дъщеря на цар Симеон II
- Райна Княгиня, известна българска, възрожденска просветителка, наречена княгиня не защото има аристократичен произход, а заради заслугите ѝ към България.

Княгиня Михаела – най-малката дъщеря на цар Симеон I